# Жаксылыков, Марат Файзулаевич
Марат Файзулаевич Жаксылыков (16 марта 1946, Костанай, КазССР, СССР — 7 июля 2001, Алматы, Казахстан) — заслуженный архитектор Казахстана, лауреат госпремии КазССР, а также по некоторым источникам — лауреат (в составе группы архитекторов) государственной премии СССР в области техники (1975).

## Биография
Родился в 1946 году в Костанае, учился на архитектурном факультете Новосибирского инженерно-строительного института, который закончил в 1969 году. Переехал в Алматы, работал в Государственном проектном институте Каздорпроект Министерства автомобильных дорог КазССР (1969—1970), затем главным архитектором, исполнительным директором института Алматыгипрогор (1970—2000). В 1982 году возглавил новосозданное подразделение «Метро» в ГПИ «Алматыгипрогор», разрабатывавшее проект архитектурно-художественных решений станции первой очереди Алма-Атинского метрополитена.
Принимал участие в проектировании объектов Алматы: Казахский государственный академический театр драмы имени М. О. Ауэзова (1980) (Государственная премия КазССР 1982 года совместно с О. Ж. Ваймырзасовым, А. С. Кайнарбаевым и др.); жилые дома по ул. Мира и в микрорайоне Самал-2 (1982), в том числе проект здания школы, за который получил премию Всесоюзного конкурса молодых архитекторов «Лучший проект 1984 года»; административные здания промышленных предприятий (1983), а также ряда памятников, в том числе памятник М. Ауэзову перед зданием театра его имени и монументов. В составе группы архитекторов получил Государственную премию СССР «за технические достижения» при строительстве высокогорного катка «Медео». В постсоветскую эпоху разработал проекты супермаркета «Рамстор» (Алма-Ата); здания нового пассажирского терминала Алма-Аты на месте прежнего здания аэровокзала; проект административных зданий компаний «Казахойл» и «Казтрансойл» (удостоен Гран-при в номинации «Проект 2000 года» на первой Международной выставке «Архитектурный бомонд» (Астана)), и другие объекты.